# Llista de governants de Moldàvia
Llista de governants de Moldàvia, des de la primera menció en l'edat mitjana amb el nom de "Moldàvia", fins a la creació de Romania (el 1866, després de la unió amb Valàquia de 1859).
| Anys | Governant                          | Notes |  |
| --- | ---------------------------------- | --- |  |
| 1352 - 1353 | Dragoş                             | |  |
| 1354 - 1358 | Sas                                | Fill de Dragoş |  |
| 1359 | Bâlc                               | Fill de Sas |  |
| 1359 - 1365 | Bogdan I                           | Deposat per Bâlc |  |
| 1365 - 1373 | Laţcu                              | |  |
| 1373 - 1374 | Costea                             | |  |
| 1374 - 1377 | Iuga                               | (Yuriy Koriatovich) 1r cop |  |
| 1375 - 1391 | Petru I                            | |  |
| 1391 - 1394 | Roman I                            | |  |
| 1394 - 1399 | Ştefan I                           | |  |
| 1399 - 1400 | Iuga                               | 2n cop |  |
| 1400 - 1432 | Alexandru cel Bun                  | (Alexandre el Bo) |  |
| 1432 - 1433 | Iliaş                              | 1r cop |  |
| 1433 - 1435 | Ştefan II                          | 1r cop |  |
| 1435 - 1436 | Iliaş                              | 2n cop |  |
| 1436 - 1442 | Iliaş / Ştefan II                  | Iliaş (3r cop) i Ştefan II (2n cop) |  |
| 1442 - 1447 | Ştefan II                          | 3r cop |  |
| 1447 | Petru II                           | 1r cop |  |
| 1447 - 1448 | Roman II                           | |  |
| 1448 - 1449 | Petru II                           | 2n cop |  |
| 1449 | Ciubăr Vodă ?                      | Tub Voivode (traducció literal; el nom pot ser originari de l'hongarès Csupor); mencionat per Grigore Ureche                                                        |  |
| 1449 | Alexăndrel                         | 1r cop |  |
| 1449 - 1451 | Bogdan II                          | |  |
| 1451 - 1452 | Petru Aron                         | 1r cop |  |
| 1452 - 1454 | Alexăndrel                         | 2n cop |  |
| 1454 - 1455 | Petru Aron                         | 2n cop |  |
| 1455 | Alexăndrel                         | 3nd rule |  |
| 1455 - 1457 | Petru Aron                         | 3r cop |  |
| 1457 - 1504 | Ştefan cel Mare                    | (Esteve el Gran) |  |
| 1504 - 1517 | Bogdan III cel Orb                 | o Bogdan cel Chior (Bogdan III el Cec o Bogdan el Borni) |  |
| 1517 - 1527 | Ştefăniţă                          | Durant els primers anys de regnat, el poder el va tenir de fet, Luca Arbore, el Portar de Suceava. El 1523, Ştefăniţă executà Luca Arbore per una suposada traïció. |  |
| 1527 - 1538 | Petru Rareş                        | 1r cop |  |
| 1538 - 1540 | Ştefan Lăcustă                     | |  |
| 1540 - 1541 | Alexandru Cornea                   | |  |
| 1541 - 1546 | Petru Rareş                        | 2n cop |  |
| 1546 - 1551 | Iliaş                              | |  |
| 1551 - 1552 | Ştefan                             | |  |
| 1552 | Ioan Joldea                        | |  |
| 1552 - 1561 | Alexandru Lăpuşneanu               | 1r cop |  |
| 1561 - 1563 | Despot Vodă                        | |  |
| 1563 - 1564 | Ştefan Tomşa                       | |  |
| 1564 - 1568 | Alexandru Lăpuşneanu               | 2n cop |  |
| 1568 - 1572 | Bogdan IV                          | |  |
| 1572 - 1574 | Ioan Vodă cel Cumplit (cel Viteaz) | o Ion Vodă Armeanul (Voivoda Joan el Terrible/el Valent o Voivoda Joan l'Armeni)                                                                                    |  |
| 1574 - 1577 | Petru Şchiopul                     | (Pere el Coix) 1r cop |  |
| 1577 | Ioan Potcoavă                      | Hetman Ioan Potcoava (Ivan Pidkova, Nicoară Potcoavă o Ivan Sarpega)                                                                                                |  |
| 1578 - 1579 | Petru Şchiopul                     | (Pere el Coix) 2n cop |  |
| 1579 - 1582 | Iancu Sasul                        | o Ioan Vodă V (Joan el Saxó o Voivoda Joan V) |  |
| 1582 - 1591 | Petru Şchiopul                     | (Pere el Coix) 3r cop |  |
| 1591 - 1592 | Aron Tiranul                       | (Aaró el Tirà) 1r cop |  |
| 1592 | Alexandru cel Rău                  | (Alexandre el DOlent) |  |
| 1592 | Petru Cazacul                      | (Pere el Cosac) |  |
| 1592 - 1595 | Aron Tiranul                       | (Aaró el tirà) 2n cop |  |
| 1595 | Ştefan Răzvan                      | |  |
| 1595 - 1600 | Ieremia Movilă                     | 1r cop |  |
| 1600 | Mihai Viteazul                     | (Miquel el Valent) |  |
| 1600 - 1606 | Ieremia Movilă                     | 2n cop |  |
| 1606 - 1607 | Simion Movilă                      | |  |
| 1607 | Mihail Movilă                      | 1r cop |  |
| 1607 | Constantin Movilă                  | 1r cop |  |
| 1607 | Mihail Movilă                      | 2n cop |  |
| 1607 - 1611 | Constantin Movilă                  | 2n cop |  |
| 1611 - 1615 | Ştefan II Tomşa                    | 1r cop |  |
| 1615 - 1616 | Alexandru Movilă                   | |  |
| 1616 - 1619 | Radu Mihnea                        | 1r cop |  |
| 1619 - 1620 | Gaspar Graziani                    | |  |
| 1620 - 1621 | Alexandru Iliaş                    | 1r cop |  |
| 1621 - 1623 | Ştefan II Tomşa                    | 2n cop |  |
| 1623 - 1626 | Radu Mihnea                        | 2n cop |  |
| 1626 - 1629 | Miron Barnovschi-Movilă            | 1r cop |  |
| 1629 - 1630 | Alexandru Coconul                  | |  |
| 1630 - 1631 | Moise Movilă                       | 1r cop |  |
| 1631 - 1633 | Alexandru Iliaş                    | 2st rule |  |
| 1633 | Miron Barnovschi-Movilă            | 2n cop |  |
| 1633 - 1634 | Moise Movilă                       | 2n cop |  |
| 1634 - 1653 | Vasile Lupu                        | 1r cop |  |
| 1653 | Gheorghe Ştefan                    | 1r cop |  |
| 1653 | Vasile Lupu                        | 2n cop |  |
| 1653 - 1658 | Gheorghe Ştefan                    | 2n cop |  |
| 1658 - 1659 | Gheorghe Ghica                     | |  |
| 1659 | Constantin Şerban                  | 1r cop |  |
| 1659 - 1661 | Ştefăniţă Lupu                     | o Papură-Vodă 1r cop |  |
| 1661 | Constantin Şerban                  | 2n cop |  |
| 1661 | Ştefăniţă Lupu                     | 2n cop |  |
| 1661 - 1665 | Eustratie Dabija                   | |  |
| 1665 - 1666 | Gheorghe Duca                      | 1r cop |  |
| 1666 - 1668 | Iliaş Alexandru                    | |  |
| 1668 - 1672 | Gheorghe Duca                      | 2n cop |  |
| 1672 - 1673 | Ştefan Petriceicu                  | 1n cop |  |
| 1673 | Dumitraşcu Cantacuzino             | 1r cop |  |
| 1673 - 1674 | Ştefan Petriceicu                  | 2n cop |  |
| 1674 - 1675 | Dumitraşcu Cantacuzino             | 2n cop |  |
| 1675 - 1678 | Antonie Ruset                      | (Rosetti) |  |
| 1678 - 1683 | Gheorghe Duca                      | 3r cop |  |
| 1683 - 1684 | Ştefan Petriceicu                  | 3r cop |  |
| 1684 - 1685 | Dumitraşcu Cantacuzino             | 3r cop |  |
| 1685 - 1693 | Constantin Cantemir                | |  |
| 1693 | Dimitrie Cantemir                  | |  |
| 1693 - 1695 | Constantin Duca                    | 1r cop |  |
| 1695 - 1700 | Antioh Cantemir                    | 1r cop |  |
| 1700 - 1703 | Constantin Duca                    | 2n cop |  |
| 1703 | Chancellor Ioan Buhuş              | 1r cop |  |
| 1703 - 1705 | Mihai Racoviţă                     | 1r cop |  |
| 1705 - 1707 | Antioh Cantemir                    | 2n cop |  |
| 1707 - 1709 | Mihai Racoviţă                     | 2n cop |  |
| 1709 - 1710 | Chancellor Ioan Buhuş              | 2n cop |  |
| 1709 - 1710 | Nicolae Mavrocordat                | 1r cop |  |
| 1710 - 1711 | Dimitrie Cantemir                  | |  |
| 1711 | vacancy                            | Caimacam Lupu Costachi |  |
| 1711 | Ioan Mavrocordat                   | |  |
| 1711 - 1715 | Nicolae Mavrocordat                | 2n cop |  |
| 1715 - 1726 | Mihai Racoviţă                     | 3r cop |  |
| 1726 - 1733 | Grigore II Ghica                   | 1r cop |  |
| 1733 - 1735 | Constantin Mavrocordat             | 1r cop |  |
| 1735 - 1739 | Grigore II Ghica                   | 1r cop |  |
| 1739 | Ocupació russa                     | |  |
| 1739 - 1741 | Grigore II Ghica                   | 2n cop |  |
| 1741 - 1743 | Constantin Mavrocordat             | 2n cop |  |
| 1743 - 1747 | Ioan Mavrocordat                   | |  |
| 1747 - 1748 | Grigore II Ghica                   | 3r cop |  |
| 1748 - 1749 | Constantin Mavrocordat             | 3r cop |  |
| 1749 | Iordache Stavrachi                 | |  |
| 1749 - 1753 | Constantin Racoviţă                | 1r cop |  |
| 1753 - 1756 | Matei Ghica                        | |  |
| 1756 - 1757 | Constantin Racoviţă                | 2n cop |  |
| 1757 - 1758 | Scarlat Ghica                      | |  |
| 1758 - 1761 | Ioan Teodor Callimachi             | |  |
| 1761 - 1764 | Grigore Callimachi                 | 1r cop |  |
| 1764 - 1767 | Grigore III Ghica                  | 1r cop |  |
| 1767 - 1769 | Grigore Callimachi                 | 2n cop |  |
| 1769 | Constantin Mavrocordat             | 4t cop |  |
| 1769 - 1774 | Ocupació russa                     | |  |
| 1774 - 1777 | Grigore III Ghica                  | 2n cop |  |
| 1777 - 1782 | Constantin Moruzi                  | |  |
| 1782 - 1785 | Alexandru Mavrocordat              | (Delibey) |  |
| 1785 - 1786 | Alexandru Mavrocordat              | (Firaris) |  |
| 1786 - 1788 | Alexandru Ipsilanti                | |  |
| 1787 - 1791 | Ocupació austríaca                 | |  |
| 1788 - 1789 | Emanuel Giani Ruset                | Manole o Manolache Giani Ruset (Rosetti) |  |
| 1788 - 1791 | Ocupació russa                     | |  |
| 1792 | Alexandru Moruzi                   | 1r cop |  |
| 1793 - 1795 | Mihai Suţu                         | "Draco" |  |
| 1795 - 1799 | Alexandru Callimachi               | |  |
| 1799 - 1801 | Constantin Ipsilanti               | |  |
| 1801 - 1802 | Alexandru Suţu                     | |  |
| 1802 | vacancy                            | Canceller Iordache Conta i altres Caimacams |  |
| 1802 - 1806 | Alexandru Moruzi                   | 2n cop |  |
| 1806 | Scarlat Callimachi                 | 1r cop |  |
| 1806 - 1807 | Alexandru Moruzi                   | 3r cop |  |
| 1806 - 1812 | Ocupació russa                     | |  |
| 1807 | Alexandru Hangerli                 | |  |
| 1807 - 1810 | Scarlat Callimachi                 | |  |
| 1806 | vacancy                            | Caimacam Iordache Ruset-Roznovanu (Rosetti) |  |
| 1807 - 1812 | vacancy                            | Metropolita Veniamin Costache, 1r cop, amb altres Caimacams |  |
| 1812 - 1819 | Scarlat Callimachi                 | 2n cop |  |
| 1819 - 1821 | Mihail Suţu                        | Mihai Suţu |  |
| 1819 | vacancy                            | Stolnici Manu i Rizos-Nerulos |  |
| 1821 | Metropolitan Veniamin Costache     | 2n cop |  |
| 1821 | Ocupació Philikí Hetairía          | Aléxandros Ypsilantis (governant militar) |  |
| 1821 - 1822 | Ocupació otomana                   | Caimacam Stefan Bogoridi (Ştefan Vogoride) |  |
| 1822 - 1828 | Ioan Sturdza                       | |  |
| 1832-1856: Govern de l'Estatut Orgànic.                                                                                   |                                    | |  |
| 1828 - 1834 | Ocupació russa                     | Fyodor Pahlen, Pyotr Zheltukhin, i Pavel Kiseleff |  |
| 1834 - 1849 | Mihail Sturdza                     | |  |
| 1849 - 1853 | Grigore Alexandru Ghica            | 1r cop |  |
| 1853 - 1854 | Ocupació russa                     | |  |
| 1854 - 1856 | Grigore Alexandru Ghica            | 2n cop |  |
| 1856-1859: Protectorat dels Poders Europeus establert pel Tractat de París; prolongat per les eleccions de l'Ad hoc Divan |                                    | |  |
| 1856 | vacant                             | Consell administratiu extraordinari |  |
| 1856 - 1857 | vacant                             | Caimacam Teodor Balş |  |
| 1857 - 1858 | vacant                             | Caimacam Nicolae Vogoride |  |
| 1858 - 1859 | vacant                             | Caimacam: Ştefan Catargiu I. A. Cantacuzino); Vasile Sturdza i Anastasie Panu                                                                                       |  |
| 1859 | Alexandre Joan Cuza                | |  |
| 1859: Unió personal amb Valàquia                                                                                          |                                    | |  |

Per a governants posteriors, veure Domnitor i Reis de Romania.